# Olympische Winterspelen 1994
De XVIIe Olympische Winterspelen werden van 12 februari tot 27 februari 1994 gehouden in Lillehammer in (Noorwegen). Ook Anchorage (Verenigde Staten), Östersund/Åre (Zweden) en Sofia (Bulgarije) hadden zich kandidaat gesteld om deze spelen te organiseren.
In 1986 had het IOC besloten dat de Olympische Zomerspelen en Winterspelen niet meer in hetzelfde jaar zouden worden gehouden. Om dit nieuwe schema mogelijk te maken werden de Spelen in Lillehammer al twee jaar na de Spelen van Albertville gehouden.

## Hoogtepunten
- 1737 atleten, waarvan 1215 mannen en 522 vrouwen vertegenwoordigden 67 landen.[1]
- Het olympisch vuur werd het stadion binnengesprongen door een schansspringer. Het vuur werd ontstoken door Kroonprins Haakon Magnus.
- Voor de Noren waren deze Spelen een succes, zowel organisatorisch als op sportief vlak. De Spelen trokken een recordaantal toeschouwers (1,8 miljoen). De Noren behaalden ook de meeste medailles: 10 gouden, 11 zilveren en 5 bronzen; 26 in totaal.
- Lillehammer is de noordelijkste stad in de historie van de Winterspelen.[2]
- De Spelen waren de koudste tot dan toe, met temperaturen tot - 25° Celsius.
- De Spelen waren zeer milieubewust. Bij de bouw van de infrastructuur werd er in grote mate op de bescherming van het milieu gelet. Bij de bouw werden vooral ecologisch verantwoorde materialen gebruikt en de gebouwen werden zo neergezet dat ze in harmonie waren met de omgeving.
- Johann Olav Koss won bij het schaatsen drie olympische titels op de 1500, 5000 en 10.000 meter. Hij zette zijn overmacht kracht bij door het verbeteren van de wereldrecords op alle drie de afstanden.
- Het Noorse succes was ook deels te danken aan Bjørn Dæhlie, die in het langlaufen twee gouden en twee zilveren medailles won.
- Bij het kunstrijden voor paren wonnen Jekaterina Gordejeva en Sergej Grinkov zij hadden dit eerder al gedaan tijdens de spelen van 1988, daarna waren ze professional geworden en mochten dus niet meer meedoen aan de Olympische Spelen. Na de spelen van 1992 maakte het IOC geen onderscheid meer tussen amateurs en professionals en kon dit succesvolle paar wederom meedoen.
- Net als tijdens de spelen van Albertville wint de Amerikaanse Bonnie Blair de 500 en 1000 meter schaatsen, dit bracht haar totaal over drie Spelen op 5 gouden medailles.
- De man van de Amerikaanse kunstschaatsster Tonya Harding huurde een maand voordat de Spelen begonnen, iemand in om een van haar tegenstandsters aan te vallen. Nancy Kerrigan werd op haar knie geslagen, maar kon toch deelnemen aan de Spelen. Kerrigan werd uiteindelijk tweede achter Oksana Baiul (Oekraïne), Harding eindigde als achtste.
- In het kunstrijden voor paren maakten het Britse paar Jayne Torvill en Christopher Dean een opmerkelijke rentree. Zij wonnen op de Olympische Winterspelen 1984 van Sarajevo olympisch goud op deze discipline met hun interpretatie van de 'Bolero'.
- De Russische Ljoebov Jegorova was de meest succesvolle sporter in Lillehammer. Zij behaalde drie gouden en één zilveren medaille bij het langlaufen. Eerder, op de Olympische Winterspelen 1992 van Albertville haalde zij driemaal goud en twee keer zilver.

## Locaties

### Lillehammer
- Birkebeineren Ski Stadion: Biathlon, Langlaufen, Noordse Combinatie
- Kanthaugen Freestyle Arena: freestyle skien
- Lillehammer Olympic Bobsleigh and Luge Track, Hunderfossen: Bobsleeen
- Håkons Hall: IJshockey
- Lysgårdsbakken: Schansspringen, Noordse Combinatie, Openingsceremonie, Sluitingsceremonie

### Hamar
- Vikingskipet: Langebaanschaatsen
- Hamar Olympisch amfitheater: Kunstrijden, Shorttrack

### Kvitfljell
- Kvitfjell Alpinanlegg: Alpine Skieen - Afdaling, Super G, Combinatie

### Hafjell
- Hafjell Alpinsenter: Alpine Skieen - Slalom, Reuzeslalom, Combinatie

### Gjøvik
- Fjellhallen: IJshockey

## Belgisch prestaties
- De Belgische deelname aan de Spelen was beperkt. Vijf atleten namen deel in het skiën en de shorttrackcompetitie. Hun deelname bleef beperkt tot de voorrondes of tot een plaats in de staart van het klassement.

## Nederlandse prestaties
- Tijdens de openingsceremonie werd het Nederlandse team (13 mannen en 8 vrouwen) voorafgegaan door Christine Aaftink (schaatsen) die de vlag droeg.
- Rintje Ritsma introduceerde tijdens deze Spelen een nieuwe type schaats. Bij deze schaats was de gebruikelijke opening tussen de schoen en het ijzer gesloten door een plastic omhulsel. Dit zou de aerodynamica moeten bevorderen. Op deze schaatsen, die al snel 'toverschaatsen' genoemd werden, kon Ritsma niet imponeren.
- Achter de oppermachtige Johann Olav Koss wordt Rintje Ritsma tweede en Falko Zandstra derde op de 1500 meter.
- Ook is er brons voor Ritsma op de 5000 meter en voor Bart Veldkamp op de tien kilometer.

### Nederlandse medailles
| Medaille   | Winnaar        | Onderdeel            |
| ---------- | -------------- | -------------------- |
| Zilver (1) | Rintje Ritsma  | schaatsen, 1500 m.   |
| Brons (3)  | Falko Zandstra | schaatsen, 1500 m.   |
| Brons (3)  | Rintje Ritsma  | schaatsen, 5000 m.   |
| Brons (3)  | Bart Veldkamp  | schaatsen, 10.000 m. |

## Disciplines
Tijdens de Olympische Winterspelen van 1994 werd er gesport in zes takken van sport. In twaalf disciplines stonden 61 onderdelen op het programma.
| Olympische sport | Discipline         | Onderdelen                | Onderdelen            | Onderdelen                                | Onderdelen                  | Onderdelen                    |
| ---------------- | ------------------ | ------------------------- | --------------------- | ----------------------------------------- | --------------------------- | ----------------------------- |
| Biatlon          | Biatlon            | 10 km (m) 7,5 km (v)      | 20 km (m) 15 km (v)   | 4x 7,5 km (m) 4x 7,5 km (v)               | 4x 7,5 km (m) 4x 7,5 km (v) | 4x 7,5 km (m) 4x 7,5 km (v)   |
| Bobsleeën        | Bobsleeën          | 2-mansbob (m)             | 4-mansbob (m)         | 4-mansbob (m)                             | 4-mansbob (m)               | 4-mansbob (m)                 |
| Rodelen          | Rodelen            | 1-persoons (m)            | 1-persoons (v)        | dubbel (open)                             | dubbel (open)               | dubbel (open)                 |
| Schaatssport     | Kunstrijden        | mannen                    | vrouwen               | paren                                     | ijsdansen                   | ijsdansen                     |
| Schaatssport     | Schaatsen          | 500 m (m) 500 m (v)       | 1000 m (m) 1000 m (v) | 1500 m (m) 1500 m (v)                     | 5000 m (m) 3000 m (v)       | 10.000 m (m) 5000 m (v)       |
| Schaatssport     | Shorttrack         | 500 m (m) 500 m (v)       | 1000 m (m) 1000 m (v) | 5000 m aflossing (m) 3000 m aflossing (v) |                             |                               |
| Skisport         | Alpineskiën        | afdaling (m) afdaling (v) | slalom (m) slalom (v) | reuzenslalom (m) reuzenslalom (v)         | super-g (m) super-g (v)     | combinatie (m) combinatie (v) |
| Skisport         | Freestyleskiën     | aerials (m) aerials (v)   | moguls (m) moguls (v) | moguls (m) moguls (v)                     | moguls (m) moguls (v)       | moguls (m) moguls (v)         |
| Skisport         | Langlaufen         | 10 km (m) 5 km (v)        | 15 km (m) 10 km (v)   | 30 km (m) 15 km (v)                       | 50 km (m) 30 km (v)         | 4x10 km (m) 4x5 km (v)        |
| Skisport         | Noordse combinatie | individueel (m)           | team (m)              | team (m)                                  | team (m)                    | team (m)                      |
| Skisport         | Schansspringen     | normale schans (m)        | grote schans (m)      | team grote schans (m)                     | team grote schans (m)       | team grote schans (m)         |
| IJshockey        | IJshockey          | mannen                    | mannen                | mannen                                    | mannen                      | mannen                        |

### Kalender
| ● | Openingsceremonie |  | Wedstrijden | ● | Wedstrijden met medailles | ● | Sluitingsceremonie | ● |

| Februari           | vr 12 | za 13 | zo 14 | ma 15 | di 16 | wo 17 | do 18 | vr 19 | za 20 | zo 21 | ma 22 | di 23 | wo 24 | do 25 | vr 26 | za 27 | Tot. |
| ------------------ | ----- | ----- | ----- | ----- | ----- | ----- | ----- | ----- | ----- | ----- | ----- | ----- | ----- | ----- | ----- | ----- | ---- |
| Alpineskiën        |       | ●     |       | ●     |       | ●     |       | ●     |       | ●     |       | ●     | ●     | ●     | ●     | ●     | 10   |
| Biatlon            |       |       |       | ●     |       |       | ●     |       | ●     |       |       | ●     |       | ●     |       |       | 6    |
| Bobsleeën          |       |       |       |       |       |       |       |       | ●     |       |       |       |       | ●     |       |       | 2    |
| Freestyleskiën     |       |       |       |       | ●     |       |       |       |       |       |       |       | ●     |       |       |       | 4    |
| Kunstrijden        |       |       |       | ●     |       |       |       | ●     |       | ●     |       |       |       | ●     |       |       | 4    |
| Langlaufen         |       | ●     | ●     | ●     |       | ●     |       | ●     |       | ●     | ●     |       | ●     |       |       | ●     | 10   |
| Noordse combinatie |       |       |       |       |       |       |       | ●     |       |       |       |       | ●     |       |       |       | 2    |
| Rodelen            |       |       | ●     |       | ●     |       | ●     |       |       |       |       |       |       |       |       |       | 3    |
| Schaatsen          |       | ●     | ●     |       | ●     | ●     | ●     | ●     | ●     | ●     |       | ●     |       | ●     |       |       | 10   |
| Schansspringen     |       |       |       |       |       |       |       |       | ●     |       | ●     |       |       | ●     |       |       | 3    |
| Shorttrack         |       |       |       |       |       |       |       |       |       |       | ●     |       |       |       | ●     |       | 6    |
| IJshockey          |       |       |       |       |       |       |       |       |       |       |       |       |       |       |       | ●     | 1    |
| Totaal             |       | 3     | 3     | 4     | 4     | 4     | 3     | 5     | 4     | 4     | 4     | 4     | 5     | 6     | 5     | 3     | 61   |
| Cumulatief         |       | 3     | 6     | 10    | 14    | 18    | 21    | 26    | 30    | 34    | 38    | 42    | 47    | 53    | 58    | 61    |      |
| Ceremonies         | ●     |       |       |       |       |       |       |       |       |       |       |       |       |       |       | ●     |      |
| Februari           | vr 12 | za 13 | zo 14 | ma 15 | di 16 | wo 17 | do 18 | vr 19 | za 20 | zo 21 | ma 22 | di 23 | wo 24 | do 25 | vr 26 | za 27 |      |

### Mutaties
| Sport          | Nieuw                   | Verdwenen (t.o.v. 1992) | Wijzigingen/Opmerkingen                                                 |
| -------------- | ----------------------- | ----------------------- | ----------------------------------------------------------------------- |
| Biatlon        |                         |                         | 3x7,5 km estafette wordt 4x7,5 km estafette (v) Nog steeds 6 onderdelen |
| Freestyleskiën | aerials (m) aerials (v) |                         | Nu 4 onderdelen                                                         |
| Shorttrack     | 500 m (m) 1000 m (v)    |                         | Nu 6 onderdelen                                                         |
|                | 4                       | 0                       | 1                                                                       |

## Medaillespiegel
Er werden 183 medailles uitgereikt. Het IOC stelt officieel geen medailleklassement op, maar geeft desondanks een medailletabel ter informatie. In het klassement wordt eerst gekeken naar het aantal gouden medailles, vervolgens de zilveren medailles en tot slot de bronzen medailles.
In de volgende tabel staat de top-10 en het Nederlandse resultaat. Het gastland heeft een blauwe achtergrond en het grootste aantal medailles in elke categorie is vetgedrukt.
Zie de medaillespiegel van de Olympische Winterspelen 1994 voor de volledige weergave.
| Plaats | Land             | NOC | Goud | Zilver | Brons | Totaal |
| ------ | ---------------- | --- | ---- | ------ | ----- | ------ |
| 1      | Rusland          | RUS | 11   | 8      | 4     | 23     |
| 2      | Noorwegen        | NOR | 10   | 11     | 5     | 26     |
| 3      | Duitsland        | GER | 9    | 7      | 8     | 24     |
| 4      | Italië           | ITA | 7    | 5      | 8     | 20     |
| 5      | Verenigde Staten | USA | 6    | 5      | 2     | 13     |
| 6      | Zuid-Korea       | KOR | 4    | 1      | 1     | 6      |
| 7      | Canada           | CAN | 3    | 6      | 4     | 13     |
| 8      | Zwitserland      | SUI | 3    | 4      | 2     | 9      |
| 9      | Oostenrijk       | AUT | 2    | 3      | 4     | 9      |
| 10     | Zweden           | SWE | 2    | 1      | 0     | 3      |
|        |                  |     |      |        |       |        |
| 18     | Nederland        | NED | 0    | 1      | 3     | 4      |

## Deelnemende landen
Een recordaantal van 67 landen nam deel aan de Spelen. Dit was drie meer dan bij de vorige editie twee jaar daarvoor. De samenstelling van de landen toonde grote verschillen. Ten opzichte van de vorige editie ontbraken Algerije, Bolivia, Costa Rica, Honduras, Ierland, India, Noord-Korea, Libanon, Marokko, Nederlandse Antillen, Filipijnen, Swaziland. Joegoslavië mocht vanwege een internationale (sport)boycot niet meedoen.
Negen voormalige Sovjet-staten kwamen niet meer als een verenigd team uit, maar als afzonderlijke landen. Dit betekende het debuut op de Winterspelen voor Armenië, Georgië, Kazachstan, Kirgizië, Moldavië, Oekraïne, Oezbekistan, Wit-Rusland en Rusland. Met het uiteenvallen van Tsjechoslowakije kwamen nu ook Tsjechië en Slowakije met een eigen team en debuteerden beide landen. Hun debuut maakten ook Amerikaans-Samoa, Bosnië-Herzegovina, Israël, Trinidad en Tobago. Fiji en Portugal maakten hun rentree. Na de internationale boycot was Zuid-Afrika weer welkom.